# Garching (Alz)
Garching an der Alz é um município da Alemanha, no distrito de Altötting, na região administrativa de Oberbayern, no estado da Baviera.